# Мария Анна фон Шварценберг
Мария Анна фон Шварценберг (на немски: Maria Anna von Schwarzenberg; * 25 декември 1706, Виена; † 12 януари 1755, Ращат) е принцеса от Шварценберг и чрез женитба маркграфиня на Баден-Баден (1721 – 1755).

## Произход
Тя е дъщеря на княз Адам Франц фон Шварценберг (1680 – 1732) и съпругата му принцеса Елеонора фон Лобковиц (1682 – 1741), дъщеря на бохемския княз Фердинанд Август фон Лобковиц (1655 – 1715), херцог на Саган, и втората му съпруга маркграфиня Мария Анна Вилхелмина фон Баден-Баден (1655 – 1701), дъщеря на маркграф Вилхелм фон Баден-Баден.

## Фамилия
Мария Анна се омъжва на 18 март (8 април) 1721 г. в дворец Чески Крумлов в Бохемия за маркграф Лудвиг Георг Симперт фон Баден-Баден (1702 – 1761). Тя е първата му съпруга. Двамата имат четири деца: 
- Елизабет Августа (16 март 1726 – 7 януари 1789), омъжена на 2 февруари 1775 г. за граф Михаел Венцел фон Алтхан (1743 – 1810)
- Карл Лудвиг Дамиан (25 август 1728 – 6 юли 1734)
- Лудвиг Георг (11 август 1736 – 11 март 1737)
- Йохана (28 април 1737 – 29 април 1737)

Лудвиг Георг Симперт се жени втори път на 10 юли 1755 г. в Етлинген за Мария Анна Баварска (1734 – 1776), дъщеря на курфюрст и по-късен император Карл VII Албрехт. Бракът е бездетен.